# Gyula Farkas
Gyula Farkas, o en alemany Julius Farkas, (1847-1930) va ser un matemàtic hongarès.

## Vida i Obra
Farkas va néixer en una família noble empobrida; a la seva infantesa la família es va traslladar a viure a Győr, on Farkas va acabar els seus estudis secundaris a l'abadia benedictina d'aquesta localitat, havent també publicat alguns escrits sobre música. A continuació es va matricular a la facultat de dret de la universitat de Pest, però ho va haver de deixar per la mala situació financera de la família,
fent de professor particular. Torna a la universitat per estudiar física i matemàtiques i es gradua el 1870. Els anys següents és professor al institut de Székesfehérvár i també fa de tutor dels fills del baró Imre Miske. El fet de dirigir una revista crítica, genera tensions amb l'administració de la ciutat i el 1874 passa a fer de tutor dels fills del comte Géza Batthyány, cosa que li permet viatjar per Europa. El 1880 es trasllada a Budapest i el 1881 obté el doctorat en matemàtiques i comença a donar classes a la seva universitat.
El 1887 va ser nomenat professor extraordinari de física teòrica de la Universitat de Kolozsvár (actual Cluj-Napoca, a Romania), lloc que havia ocupat anys abans Mór Réthy. El 1888 passà a ser professor titular i va romandre en aquesta universitat fins a la seva retirada el 1915 per problemes de visió. Va ser degà de la facultat de ciències en repetides ocasions i també rector de la universitat el curs 1907-1908. Des d'aquests llocs, va atraure molts matemàtics eminents com professors de la universitat, com foren els casos de Lipót Fejér, Lajos Schlesinger, Alfred Haar i Frigyes Riesz.
Els quinze últims anys de la seva vida els va passar amb la seva neboda al barri Pestszentlőrinc de Budapest, sense deixar de participar en l'activitat científica a través de la Societat Fisico-Matemàtica Hongaresa.
Els seus treballs de recerca van ser sobre tot en física teòrica, però el seu anàlisi era tan profund que creava les matemàtiques que necessitava per a les seves demostracions. A partir de la dècada dels 1890's va estar especialment interessat en el principi de Fourier, estudiant les condicions necessàries per a l'equilibri de les desigualtats; en aquest estudi va formular el avui conegut com a lemma de Farkas.